# أولاد عيسى (ولاية بومرداس)
توجد بلدية أولاد عيسى بدائرة الناصرية ولاية بومرداس تحدها شمالا بلدية راس جنات وشرقا بلديتي سيدي داود وبغلية وجنوبا بلدية أو دائرة الناصرية وغربا بلدية برج منايل وهي بلدية مرتفعة حوالية 400م عن سطح البحر تعدادها السكاني حوالي 10000 مواطن يمارس معظمهم الفلاحة كون هذه البلدية لها موقع واراضي جيدة لهذا الغرض

## الوديان
يتضمن إقليم هذه البلدية العديد من الوديان منها:
- وادي شندر
- وادي الأربعاء

## مواضيع ذات صلة
- بلديات ولاية بومرداس
- دوائر ولاية بومرداس